# 新堡戰役
新堡战役（法語：Bataille de Castel-Nuovo）發生于1806年9月30日，是第四次反法同盟中的一場戰役，位於黑山的新堡。
1806年9月，當奧古斯特·德·馬爾蒙得知俄羅斯軍隊已在新堡駐紮，便將伤员留在拉古薩，带着五千多人向俄羅斯軍隊進軍，馬爾蒙出其不意的行動使得法軍的傷亡相當低微，俄軍被迫撤退並登船離開。

## 註腳
1. 1 2 3  .   [2022-01-25]. （原始内容存档于2022-01-25）.
2. ↑   Philippe Le Bas.  （法语）.